# Легкі крейсери типу «Альберто ді Джуссано»
Легкі крейсери типу «Альберто ді Джуссано» (італ. Classe Alberto di Giussano) — перший підклас легких крейсерів Королівських ВМС Італії періоду Другої світової війни типу «Кондотьєрі» («Кондотьєрі» типу «A»).

## Історія створення
Після закінчення Першої світової війни у складі флоту Італії перебували крейсери «Куарто», «Ніно Біксіо», «Марсала» з артилерією головного калібру у 120 мм та застарілий крейсер «Лібія». З них лише «Куарто» був у боєздатному стані, решта кораблів мали проблеми з енергетичною установкою.
Крім того, Італія, як країна-переможець, отримала ряд трофейних крейсерів колишніх німецького та австро-угорського флотів: «Таранто», «Барі», «Бріндізі», «Венеція», «Анкона». Всі вони брали участь у бойових діях, тому теж були у не найкращому стані і не могли виконувати задачі, притаманні даному класу кораблів. Тому перед командуванням флоту Італії постала задача будівництва нових крейсерів.
На думку італійських військово-морських спеціалістів, крейсери повинні були виконувати наступні задачі
- Лідирування есмінців, надання їм бойової стійкості під час атаки на ворожі лінкори;
- Боротьба за комунікації, знищення ворожих торгових суден та охорона своїх конвоїв
- Блокада ворожого узбережжя;
- Охорона власних лінкорів від нападу ворожих кораблів;
- Розвідка;
- Дозорна служба.

Стан флоту Франції, основного суперника Італії, був ще гіршим. Але у 1922—1923 роках французи заклали 3 крейсери типу «Дюге Труен», а також 12 великих есмінців. У відповідь італійці вирішили побудувати 6 легких крейсерів 12 скаутів типу «Навігаторі».
Але через фінансові проблеми гроші були виділені лише на побудову 4 крейсерів, які отримали назви середньовічних кондотьєрів.
Кораблі були спроектовані «Військово-морським комітетом проектування» під керівництвом генерала Джузеппе Віана . Перед конструкторами постала проблема — зробити крейсери добре захищеними чи швидкохідними. Зрештою було вирішено пожертвувати захистом та побудувати кораблі водотоннажність 5000-6000 т зі 152-мм артилерією головного калібру, які мали би швидкість на 4 вузли більшу, ніж у французьких кораблів.

## Представники
| Назва                                               | Верф                                                                 | Закладений           | Спущений на воду    | Вступив у стрій     | Доля                                                                    |
| --------------------------------------------------- | -------------------------------------------------------------------- | -------------------- | ------------------- | ------------------- | ----------------------------------------------------------------------- |
| Альберіко да Барбіано Alberico da Barbiano          | Ansaldo, Генуя                                                       | 16 квітня 1928 року  | 23 серпня 1930 року | 9 червня 1931 року  | потоплений 13 грудня 1941 року в бою біля мису Бон                      |
| Альберто ді Джуссано Alberto di Giussano            | Ansaldo, Генуя                                                       | 29 березня 1928 року | 27 квітня 1930 року | 5 лютого 1931 року  | потоплений 13 грудня 1941 року в бою біля мису Бон                      |
| Бартоломео Коллеоні Bartolomeo Colleoni             | Ansaldo, Генуя                                                       | 21 червня 1928 року  | 21 грудня 1930 року | 10 лютого 1932 року | потоплений 19 липня 1940 року в бою біля мису Спада                     |
| Джованні делле Банде Нере Giovanni delle Bande Nere | «Regio Cantiere di Castellammare di Stabia», Кастелламмаре-ді-Стабія | 31 жовтня 1928 року  | 27 квітня 1930 року | 27 квітня 1931 року | потоплений 1 квітня 1942 року підводним човном «Ердж» поблизу Стромболі |

## Конструкція

### Корпус
Для досягнення високої швидкості корпус кораблів був максимально полегшеним, що негативно позначалось на його міцності. Для виправлення цього недоліку в корпусі були розміщені дві поздовжні переборки, а частина шпангоутів була посилена.
Бронювання становило: палуба — 20 мм, пояс — 24 мм, гарматні башти — 23 мм, бойова рубка — 40 мм, щити допоміжної артилерії — 8 мм.

### Силова установка
Силова установка кораблів складалась з двох турбін типу «Беллуццо». Кожна така турбіна складалась з турбіни високого тиску, турбіни низького тиску і турбіни заднього ходу. Потужність силової установки становила близько 100 000 к.с. Пару для них виробляли 6 котлів типу «Ярроу», розміщені у трьох машинних відділеннях.
Запас палива становив 1 290 т, автономність плавання 3800 миль на 18 вузлах і 970 миль на 38 вузлах.
НА випробуваннях кораблі розвивали швидкість до 42 вузлів. Під час Другої світової війни крейсери могли розвинути швидкість 31-32 вузли.

### Озброєння
Артилерія головного калібру складалась з восьми 152-мм гармат, розміщених попарно в 4 гарматних баштах. Кут обстрілу становив 300°. Управління їх вогнем здійснювалось з двох командно-далекомірних постів.
Універсальна артилерія складалась з шести 100-мм гармат, розміщених попарно у трьох баштах. До 1940 року на кораблях були встановлені по дві 37-мм гармати, розміщені бо бортах рубки.
Зенітна артилерія складалась з восьми 13,2-мм кулеметів. У 1940 році їх замінили вісьмома 20-мм зенітними автоматами, розміщеними в 4 спарених установках.
Торпедне озброєння складалось з двох спарених 533-мм торпедних апаратів. Крім того, на крейсерах можна було встановлювати обладнання для постановки мін. На кормі розміщувались 2 бомбомети для скидання глибинних бомб.
Для здійснення розвідки та коректування вогню артилерії на кораблях розмістили 2 гідролітаки. Спочатку це були CANT 25, у 1938 році їх замінили на IMAM Ro.43.
Радіоелектронне обладнання складалось з пасивної гідроакустичної станції та системи звукопідводного зв'язку.
В середині 1930-х років розроблялись проекти перебудови кораблів «Альберто ді Джуссано» в крейсери ППО, але ці плани не були реалізовані.

## Характеристика проекту
Загалом проект «Альберто ді Джуссано» був невдалим. Конструктори зробили ставку на швидкість, нехтуючи бронюванням та морехідністю. Але високі швидкості були досягнути лише на випробуваннях. В реальній експлуатації їх швидкість була меншою за швидкість французьких лідерів. Слабке бронювання робило небезпечним бій кораблів практично з будь-яким супротивником.
Командування італійського флоту прекрасно розуміло недоліки кораблів. У наступних серіях легких крейсерів акцент зміщувався у сторону посилення бронювання кораблів при зниженні їх швидкості.